# Swinxs
Swinxs, ontwikkeld door het Nederlandse Swinxs BV, is een zogenaamde ‘buitenspeelcomputer’ voor kinderen tussen de 4 en 12 jaar. De spelcomputer kan zowel binnen als buiten gebruikt worden, want zij maakt geen gebruik van een beeldscherm en controllers, maar werkt op basis van RFID-technologie en audio en licht. Swinxs werd 19 april 2008 geïntroduceerd op de Nederlandse markt. Inmiddels is de computer ook in andere landen op de markt, waaronder Engeland, Spanje, Portugal, Italië en in het Midden-Oosten.

## Console
Het design van de game console is van Feiz Design. De Swinxs beschikt over een simpele user interface. De input wordt gegenereerd door drie knoppen (wit, groen, rood), de RFID-lezer, een accelerometer, een microfoon en de USB-poort. Via deze USB-poort is het mogelijk om de Swinxs aan een PC of Apple Macintosh te koppelen. Zo kunnen scores geüpload worden en kunnen nieuwe games, luisterboeken of muziek gedownload worden.
Omdat de console zonder beeldscherm werkt kan hij zowel binnen als buiten gebruikt worden. Als de spelcomputer volledig is opgeladen, kan er ongeveer vier uur mee gespeeld worden.

## De XS-polsbandjes
De polsbandjes (ook wel XS genoemd), zijn uitgerust met RFID-chips die communiceren met de Swinxs-console. De bandjes zijn daarmee een belangrijk element in de spellen die met Swinxs gespeeld kunnen worden.

## De games
Sinds de introductie is het aantal games uitgebreid tot ruim 25 games, variërend van ‘actieve’ spelletjes zoals tikkertje, verstoppertje en ren-je-rot, tot quizzen en spellen met een meer educatief karakter. In oktober 2008 kwam een speelkaartenset op de markt waarmee een serie nieuwe spellen in gang is gezet.
Door het apparaat via een USB-kabel aan de computer te koppelen is het mogelijk om de scores van spellen te uploaden naar een persoonlijke homepage. Via dezelfde website is het ook mogelijk om games te downloaden.

## SwinxsTalk
De games zijn geschreven in de programmeertaal SwinxsTalk, die zijn oorsprong vindt in de werking van industriële robotica (Programmable Logic Controllers) en is gebaseerd op het concept van Finite State Machines. De compiler van deze taal is vrij.

## De SDK
Het is mogelijk om met de Software Development Kit zelf games voor de Swinxs te ontwikkelen. Zowel de Software Development Kit (SDK) als de broncodes van de spellen zijn vrijgegeven. Om nieuwe games te programmeren en te testen is de SDK voorzien van een emulator.

## Prijzen
- In november 2008 won Swinxs de derde prijs bij de European Innovation Game Award.[1]
- In juni 2009 won Swinxs de Game of the Year Award 2009. Deze prijs wordt uitgereikt door het Amerikaanse blad ‘Creative Child Magazine’.[bron?]